# Långtjärnen (Järna socken, Dalarna, 671377-142722)
Långtjärnen är en sjö i Vansbro kommun i Dalarna och ingår i Dalälvens huvudavrinningsområde.